# الآلهة المصرية القديمة في الثقافة الشعبية
الآلهة المصرية القديمة التي ظهرت في الثقافة الشعبية تشمل ست، تحوت، خونسو، رع، حورس.

## أبوفيس

نظام نجمي ثنائي ضخم يُلقب بـ أبوفيس.

## حورس

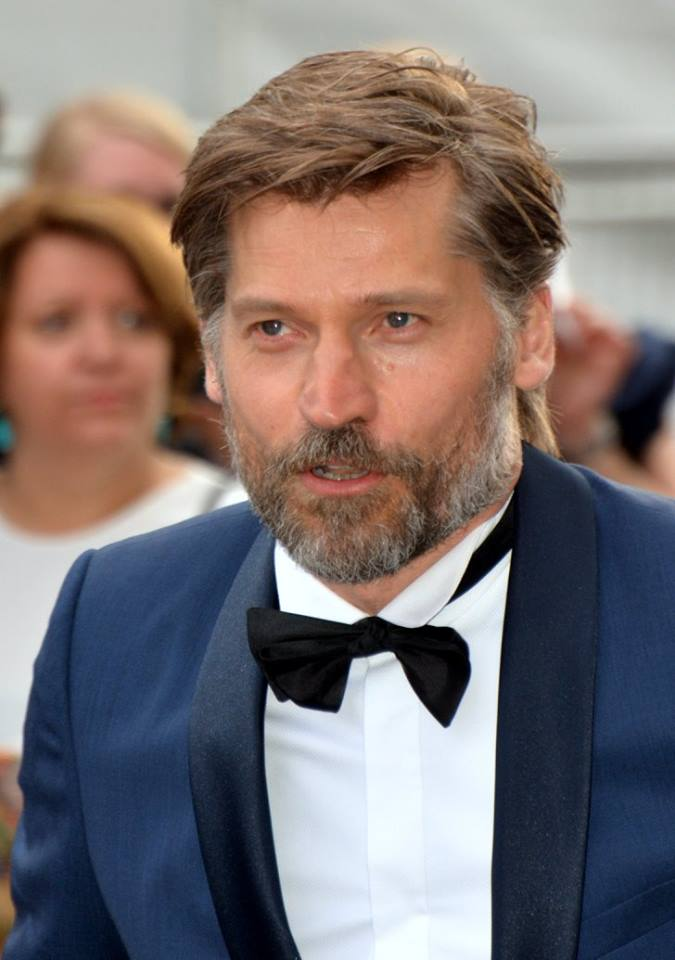
يصور نيكولاي كوستر والداو حورس في فيلم 2016 «آلهة مصر».